# 夢カンパニー
株式会社夢カンパニー（ゆめカンパニー）は、北海道札幌市にある人材派遣会社である。労働者派遣事業の他に喫茶店、芸能事業を行っている。元々は北海道発の人力車の車夫をしていた創業者青木誠司が、イベント業などを経て人材派遣業へ転身した。2023年9月、同じく北海道に拠点を置くアスクゲートグループの傘下に入る。

## マルセイコーヒー（MARUSEI COFFEE）
同社1・2階にて営業している喫茶店。2002年に札幌駅北口付近でオープン、2020年に現在の本社ビルへ移転し営業。自家焙煎、自家製パンの提供を売りにしている。創業者が10代の頃、喫茶店で働いていた経験からいつかは自分の店を持ちたいという夢を実現させたものである。

## 夢カンパニー芸能事業部
北海道内のイベント・ラジオなどに出演するお笑い芸人を中心にマネジメントしている。同社専務の発案で、元お笑い芸人のスタッフが2011年8月に部署として立ち上げ、北海道におけるインディーズお笑い事務所の先駆けとなった。アルバイトとして契約していたアキト（現・Yes!アキト）が第1号タレント。立ち上げ当初は狸小路での路上ライブを定期ライブとしていたが、後にライブハウスで行うようになり、2020年の本社ビル移転後は、ビル内の3階Y'sスタジオで週一回のお笑いライブを開催している。これにより、北海道で唯一自前の劇場を持つ芸能事務所となっている。

## 所属タレント・芸人
所属タレントの数が少ないため、ユニットやネタで演じているキャラクターも別個に紹介される。
- 増毛（お笑いコンビ）※きよしろうと長渕っぽい人のユニット
- きよしろう（お笑い芸人）
- 長渕っぽい人（お笑い芸人）※マネージャーと兼任
- プリンさん（お笑い芸人）※きよしろうの演じるキャラクター
- 小林つばさ（お笑い芸人）

## 過去の所属タレント・芸人
- アキト（Yes!アキト）
- やすと横澤さん　※所属当時はそれぞれ別のコンビ
- おっちゃらけぜんざい
- オレマカ
- カムチャッカ
- どんきーず
- オートクリップ
- はかいこうせん
- らぶりんご
- 彩鳥
- Happy Rouge Magic
- ペドロ軍団
- ヤスヒロセ
- 尾形詩知
- とりあえず原田（現・ケチャップマン）
- 草野廉

## 定期ライブ

### 現在
- 500円で笑（Y'sスタジオ、毎週金or土曜日開催）

### 過去
- THE･Dream笑